# كريستوف كونراد
كريستوف كونراد (بالبولندية: Kristof Konrad)‏ هو ممثل بولندي، ولد في 26 أبريل 1975 في بولندا.

## أعمال

### أفلام
- (1996) يوم الاستقلال[4][5]
- (2009) ملائكة وشياطين[6]
- (2018) العصفور الأحمر[7]

### مسلسلات
- إيلياس
- بنات غيلمور
- بيفرلي هيلز 90210
- جاغ
- فضيحة[8]

## وصلات خارجية
- كريستوف كونراد على موقع IMDb (الإنجليزية)
- كريستوف كونراد على موقع روتن توميتوز (الإنجليزية)
- كريستوف كونراد على موقع ألو سيني (الفرنسية)
- كريستوف كونراد على موقع تيرنر كلاسيك موفيز (الإنجليزية)
- كريستوف كونراد على موقع قاعدة بيانات الفيلم (الإنجليزية)
- كريستوف كونراد على موقع كينوبويسك (الروسية)